# 精靈市場

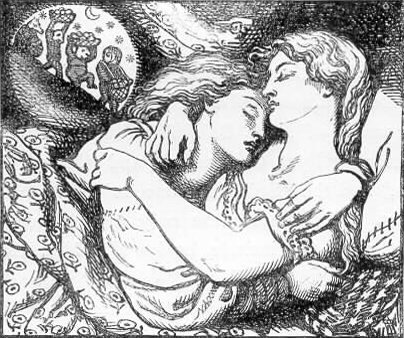
克莉丝蒂娜·罗塞蒂诗集《魔市及其他诗》封面（1862），由她哥哥但丁·加百列·羅塞蒂绘制。

《精靈市集》（Goblin Market）是英國女文學家克里斯蒂娜·罗塞蒂（Christina Rossetti，1830年-1894年）的詩作。這首詩是英國維多利亞時代最具影響力的詩篇之一。本诗收录在诗集《魔市及其他诗》（Goblin Market and Other Poems）中。

## 譯名問題
“Goblin Market”這首詩的中文譯名有很多個版本。當中最為常見的譯名為《精靈市集》。不過，這個譯名其實並不準確。因為“Goblin”在台湾TRPG普遍被譯作“高扁”或“哥布林”，而精靈只是高扁來源的其中一種講法。
除了《精靈市集》以後，本詩的其他譯名還有：《小鬼的市集》、《妖魔的市街》、《魔市》等。

## 詩的情境
詩中流露姊妹情深，彼此互助。
一對同居的年輕少女姐妹，麗茲(Lizzie)與蘿拉(Laura)，每天從溪流中取水，兩人聽見了哥布林的水果叫賣聲，蘿拉被好奇心驅使，渴望它們的水果卻身無分文，用了一撮金髮跟哥布林交換了一個果球，她滿足地吸吮換來的甜蜜果球。
蘿拉回到家中，麗茲在家門口等著，並明智地譴責她 "親愛的，妳不該離開這麼久。" 並再次提醒她珍妮(Jeanie)就是拿了哥布林的水果，結果在冬天時衰弱地喪命了。蘿拉對麗茲說 "明天我還要去。" 並吻了麗茲，接著兩人相擁同床共眠。
隔天一早，當蘿拉想再次拜訪哥布林時，她卻始終聽不見哥布林的聲音，麗茲聽得見卻不敢跟蘿拉說，在無法取得哥布林的神祕水果的情況下，蘿拉身體日漸衰落，不捨的麗茲帶著一枚銀幣，在吻過蘿拉之後，前去哥布林部落。
奇怪臉孔的哥布林熱情地歡迎她的到來，直到他們發現她只有一枚銀幣，他們開始扯破破麗茲的衣物，拉扯並嘲弄她，捉住她的手硬讓她吞下他們的果汁。儘管飽受虐待，麗茲卻沒開口過，直至哥布林不敵她的毅力而疲憊，麗茲便離開了哥布林，回家路上沒有哥布林跟著她。
回到家的麗茲，見了蘿拉便又吻又抱，告訴蘿拉吸允她身體的果汁液，蘿拉的身體排斥著她身上的果汁，並再次發作渴望哥布林果汁的可怕樣貌，夜裡麗茲在她身旁照顧她，早上醒來的蘿拉痊癒了。
幾年後，她們作爲母親，向後代訴說兩姐妹戰勝哥布林的故事。

## 外部連結
- 詩篇全文
- 詩篇評論